# Tubarão-cinzento-do-golfo
O tubarão-cinzento-do-golfo (Carcharhinus hemiodon) é uma espécie extremamente rara de tubarão pertencente à família Carcharhinidae. Este tubarão pequeno e robusto, de coloração cinza, geralmente não ultrapassa 1 metro de comprimento e possui um focinho longo e pontudo. Pode ser identificado pela forma de seus dentes superiores, que são fortemente serrilhados na base e lisos na ponta, e por sua primeira barbatana dorsal, que é grande com uma extremidade posterior livre longa. Além disso, apresenta pontas pretas proeminentes nas barbatanas peitorais, na segunda barbatana dorsal e no lobo inferior da barbatana caudal.
Criticamente ameaçado, o tubarão-cinzento-do-golfo já foi encontrado em águas costeiras do Indo-Pacífico, do Golfo de Omã até Nova Guiné, e é conhecido por adentrar água doce. Menos de 20 espécimes estão disponíveis para estudo, e a maioria dos aspectos de sua história natural permanece desconhecida. Provavelmente, alimenta-se de peixes ósseos, cefalópodes e crustáceos, e é vivíparo, com os embriões formando uma conexão placentária com a mãe. Embora a União Internacional para a Conservação da Natureza (IUCN) o tenha classificado como espécie em perigo crítico, acreditava-se que estivesse extinto desde a década de 1970. É provável que sofra com a intensa e crescente pressão pesqueira em sua área de distribuição. O tubarão está entre as 25 espécies "mais procuradas" da iniciativa "Search for Lost Species" (Busca por Espécies Perdidas) da Global Wildlife Conservation. O último avistamento confirmado foi em 1979, na Índia, embora relatos recentes de supostos avistamentos tenham sido registrados, alguns considerados errôneos.

## Taxonomia

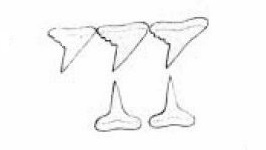
A ilustração que acompanhou a descrição de Müller e Henle.

A primeira descrição científica do tubarão-cinzento-do-golfo foi publicada pelos biólogos alemães Johannes Müller e Jakob Henle em sua obra de 1839, Systematische Beschreibung der Plagiostomen. A descrição baseou-se em um macho imaturo de 47 cm de comprimento, coletado em Pondicheri, na Índia, e três parátipos adicionais da mesma região. Müller e Henle atribuíram o nome da nova espécie, Carcharias (Hypoprion) hemiodon, ao zoólogo francês Achille Valenciennes. O epíteto específico hemiodon deriva do grego hemi ("metade") e odon ("dente").
Em 1862, Theodore Nicholas Gill elevou Hypoprion ao status de gênero completo e também colocou o tubarão-cinzento-do-golfo em um gênero próprio, Hypoprionodon, com base nas posições relativas das barbatanas dorsais e peitorais. Autores subsequentes geralmente aceitaram a primeira revisão de Gill, mas não a segunda, e assim a espécie passou a ser conhecida como Hypoprion hemiodon. Em 1985, Jack Garrick [en] seguiu o trabalho taxonômico anterior de Leonard Compagno [en] e considerou Hypoprion e Carcharhinus como sinônimos. Outro nome comum para o tubarão-cinzento-do-golfo é tubarão-de-nariz-longo.

## Filogenia
As relações evolutivas do tubarão-cinzento-do-golfo não estão completamente esclarecidas. Em um estudo de 1988 baseado em dados morfológicos, Compagno agrupou provisoriamente esta espécie com o cação-azeiteiro (C. porosus), o marracho-marcado [en] (C. sealei), o marracho-rabo-manchado [en] (C. sorrah), o Carcharhinus fitzroyensis (C. fitzroyensis), o tubarão-de-bochecha-branca [en] (C. dussumieri), o Carcharhinus borneensis (C. borneensis) e o tubarão-de-focinho-pontudo (C. macloti).

## Descrição
O tubarão-cinzento-do-golfo possui um corpo robusto e um focinho moderadamente longo e pontudo. Seus olhos grandes e circulares são equipados com membranas nictitantes. Cada narina é larga, com um pequeno lobo estreito em forma de mamilo na borda anterior. A boca arqueada não apresenta sulcos ou poros aumentados nos cantos. As mandíbulas superior e inferior contêm 14–15 e 12–14 fileira de dentes de cada lado, respectivamente; além disso, há uma ou duas fileiras de dentes pequenos nas sínfises superior e inferior (pontos médios da mandíbula). Os dentes superiores têm uma cúspide central estreita e de borda lisa, flanqueada por serrilhas muito grandes em ambos os lados. Os dentes inferiores são mais estreitos e verticais, podendo ser lisos ou finamente serrilhados. Os cinco pares de fendas branquiais são relativamente longas.
Originadas abaixo do quarto par de fendas branquiais, as barbatanas peitorais são curtas, largas e em forma de foice, com pontas agudas. A primeira barbatana dorsal é alta e falciforme, com uma extremidade posterior livre distintivamente longa, posicionada logo atrás das bases das barbatanas peitorais. A segunda barbatana dorsal é grande e alta, sem uma extremidade posterior livre notavelmente alongada, e está posicionada sobre ou ligeiramente atrás da barbatana anal. Geralmente, não há crista mediana entre as barbatanas dorsais, e, quando presente, é sutil. O pedúnculo caudal apresenta uma incisura profunda em forma de crescente na origem da barbatana caudal superior. A barbatana caudal assimétrica tem um lobo inferior bem desenvolvido e um lobo superior mais longo, com uma incisura na margem posterior próxima à ponta.
A pele é coberta por dentículos dérmicos sobrepostos; cada dentículo dérmico possui três cristas horizontais que levam a três (raramente cinco) dentes marginais. A coloração é cinza na parte superior e branca na inferior, com uma faixa pálida evidente nos flancos. As barbatanas peitorais, a segunda barbatana dorsal e o lobo inferior da barbatana caudal têm pontas pretas proeminentes, enquanto a primeira barbatana dorsal e o lobo dorsal da barbatana caudal têm bordas estreitas pretas. O tamanho máximo atingido pelo tubarão-cinzento-do-golfo é incerto devido à falta de espécimes grandes, mas provavelmente não excede muito 1 metro.

## Distribuição e habitat

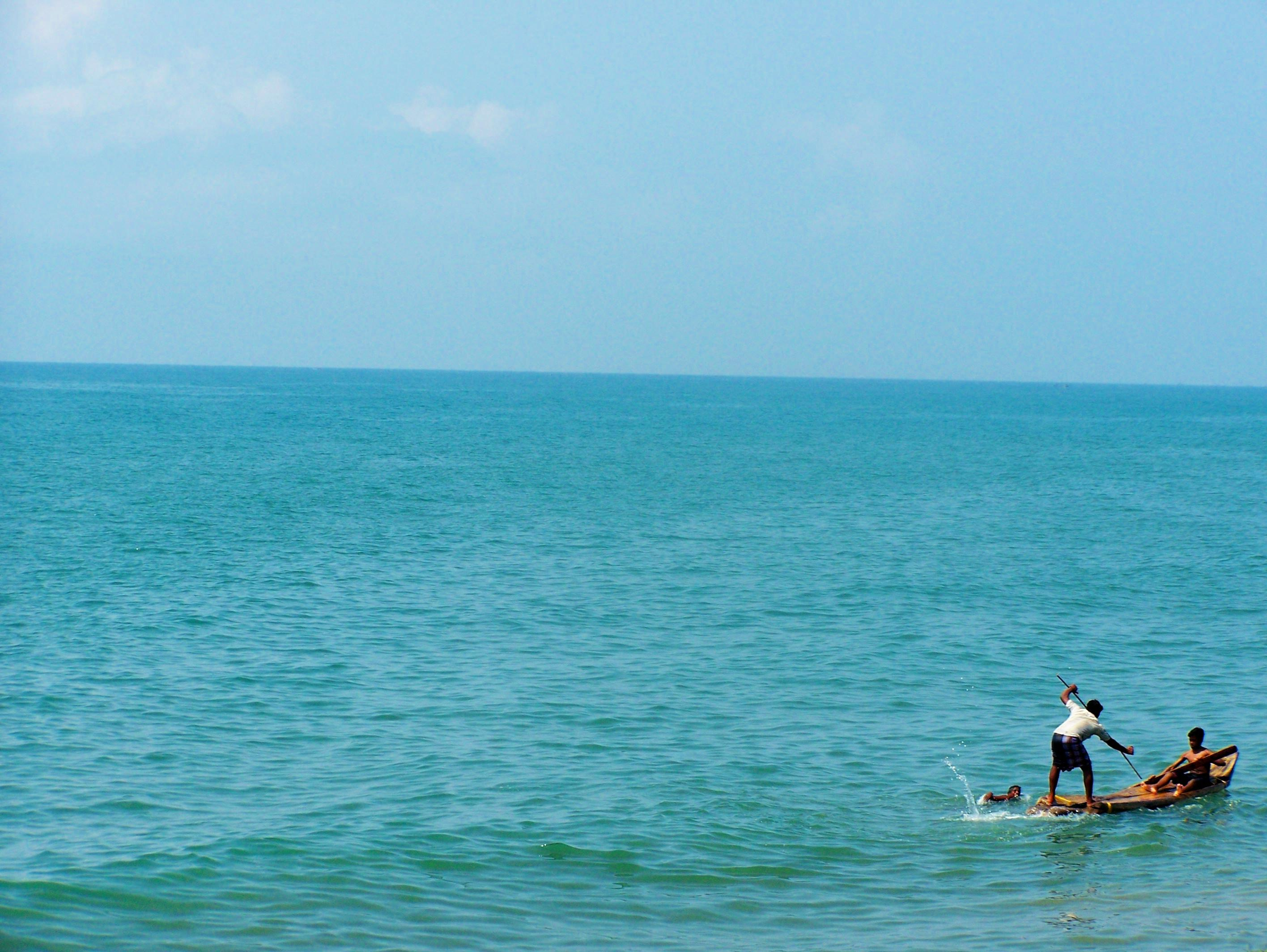
A maioria dos registros do tubarão-cinzento-do-golfo é de águas costeiras da Índia.

O tubarão-cinzento-do-golfo parece ter tido uma distribuição ampla no Indo-Pacífico. Pode ter sido comum no passado, pois era frequentemente capturado na Índia e no Paquistão, mas agora é extremamente raro. A maioria dos espécimes conhecidos foi coletada na Índia, com outros do Golfo de Omã, Bornéu e Java. Há também registros menos confiáveis do Mar da China Meridional, outras partes do Sudeste Asiático, como Vietnã e Filipinas, Nova Guiné e norte da Austrália. Esta espécie habita águas próximas à costa. Fontes mais antigas relataram sua presença em rios como o rio Hugli e o rio Saigon [en]. Esses relatos podem ter confundido um tubarão do gênero Glyphis com o tubarão-cinzento-do-golfo; se corretos, sugeririam que esta espécie tolera baixa salinidade.

## Biologia e ecologia
A dieta do tubarão-cinzento-do-golfo provavelmente inclui pequenos peixes ósseos, cefalópodes e crustáceos. Um parasita documentado desta espécie é o Acanthobothrium paramanandai (subclasse Eucestoda). Como outros tubarões da família Carcharhinidae, é vivíparo, com os embriões em desenvolvimento sustentados até o nascimento por uma conexão placentária com a mãe, embora detalhes específicos sejam desconhecidos. O menor espécime conhecido é uma fêmea de 32 cm de comprimento, que pode estar próximo do tamanho ao nascer. A maturidade sexual é atingida com mais de 60 cm de comprimento.

## Interações com humanos
Inofensivo aos humanos, o tubarão-cinzento-do-golfo era capturado para consumo de sua carne. Menos de 20 espécimes estão depositados em coleções de museus, a maioria coletada antes de 1900. Sua raridade inicialmente levou a temores de que pudesse estar extinto, com o último registro verificável de 1979, na Índia. Em 2014, foi alegado que o tubarão-cinzento-do-golfo foi encontrado nos rios de Menik, no Sri Lanka, com duas fotografias como evidência, mas a IUCN rejeitou esse avistamento, considerando-o uma identificação errada de um tubarão-cabeça-chata filhote. Supostos avistamentos em rios da Índia no final da década de 2010 também foram relatados recentemente. Dada a intensa, não regulamentada e crescente atividade de pesca artesanal e pesca comercial em sua área de distribuição, a União Internacional para a Conservação da Natureza (IUCN) classificou o tubarão-cinzento-do-golfo como em perigo crítico e priorizou a localização de populações sobreviventes.